# Burghof (Nörvenich)

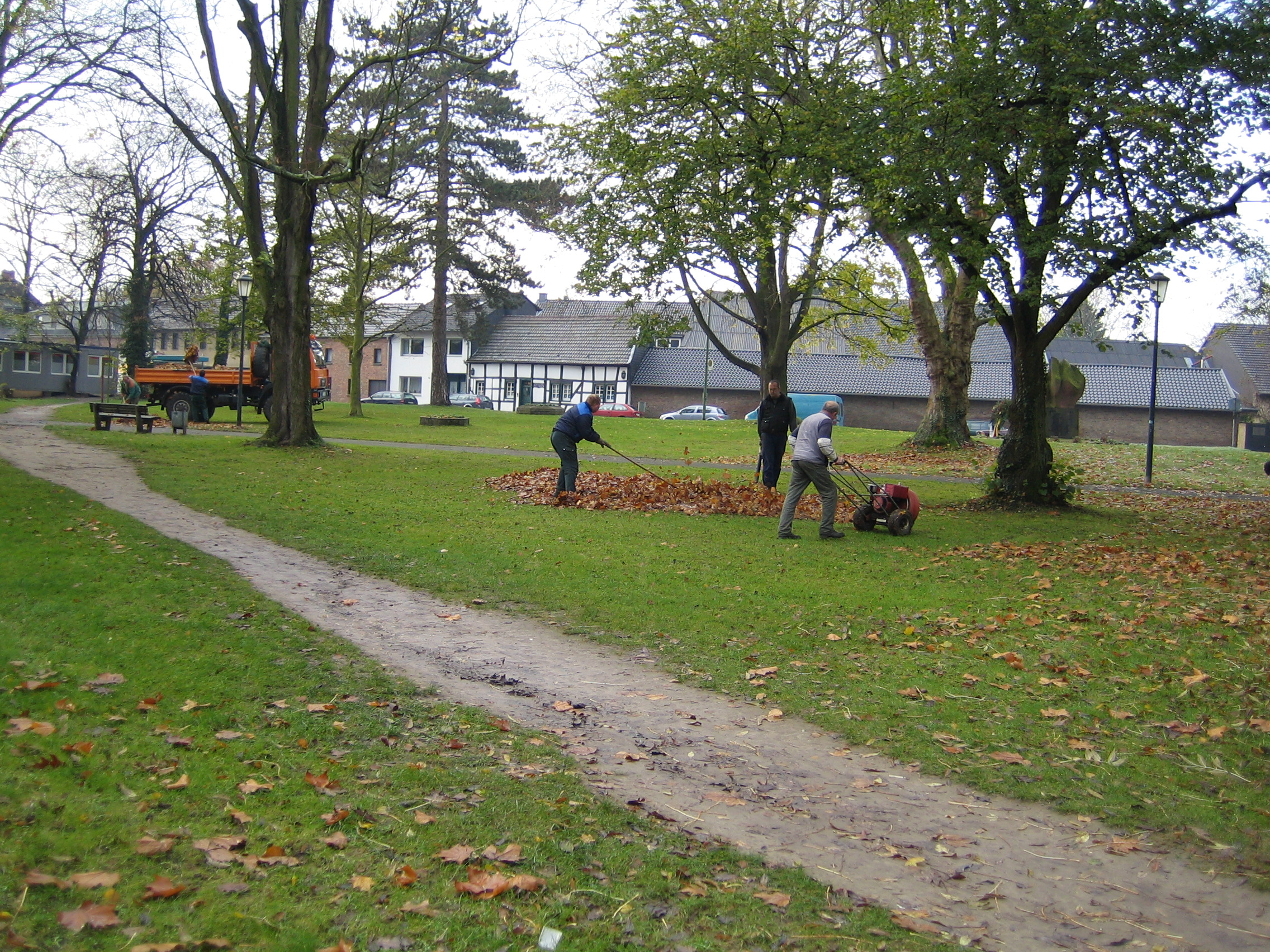
Der alte Standort

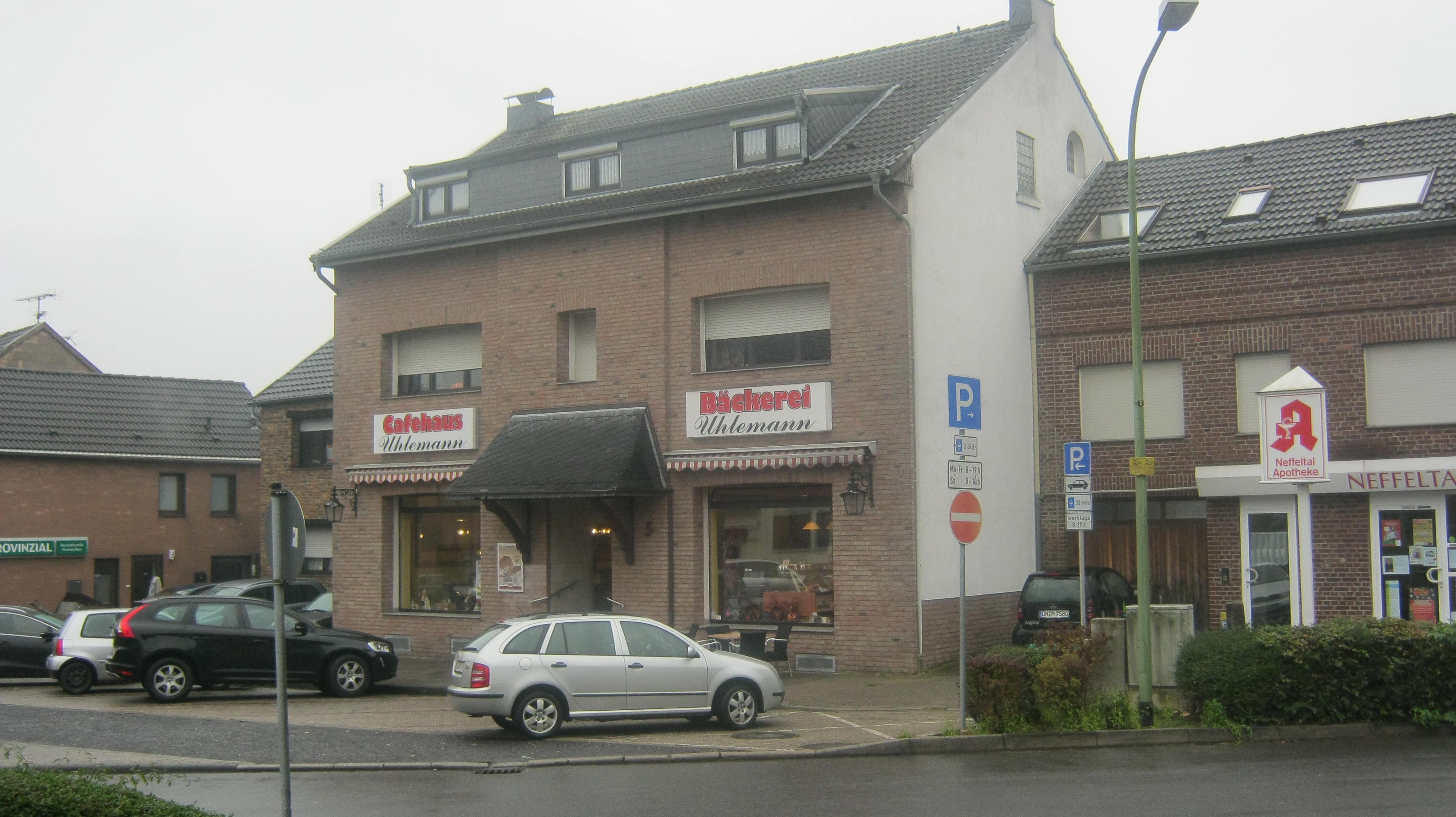
Späterer Standort Marktplatz 3, 5 und 7

Der Burghof in Nörvenich stand im nordrhein-westfälischen Kreis Düren.
Die Häuser mit der heutigen Bezeichnung Marktplatz 3, 5 und 7 bildeten ursprünglich ein einziges zusammenhängendes Grundstück. 1836 baute Christian Zimmermann, ein Sohn des 1835 verstorbenen „Burghalfen“ Hilarius Zimmermann, diesen großen Bauernhof. Hilarius Zimmermann war seit etwa 1795 Pächter des Hofes, der der Gymnicher Burg angeschlossen war. Er und später seine Söhne hießen daher im Dorf Burghalfen. Dieser Hof lag unmittelbar westlich vor der Burg. Seine Gebäude reichten bis an die Bahnhofstraße, gegenüber den heutigen Häusern Geusen und Becker, Bahnhofstraße 7 und 9. Die vor den noch vorhandenen (trockenen) Wassergräben liegenden Hofgebäude sind wohl in den 1930er Jahren, nach dem Bau des oben genannten Hofes am Marktplatz, abgebrochen worden.
In Anlehnung an den Namen Burghalfen hieß der neue Hof im Dorf „Burghof“. Diese Bezeichnung ist nicht zu verwechseln mit dem Gasthof „Zum Burghof“. Der Name Burghof hat sich bis in die 1950er im Volksmund erhalten, als von hier aus schon seit Jahrzehnten keine Landwirtschaft mehr betrieben wurde.
Der Erbauer des Hofes, „Burghalfe Chreß“, war verheiratet mit Anna Catharina Königsfeld. Er starb 1855. Vermutlich hat sein Sohn Winand, der 1919 starb, als letzter der Familie auf dem Hof gelebt.